# Siegel des Districts of Columbia
Das Siegel des District of Columbia ist ein offizielles Symbol des US-amerikanischen Hauptstadtbezirks.

## Beschreibung
Das Siegel zeigt eine Personifizierung der Göttin Justitia, die einen Kranz an einer Statue des ersten US-Präsidenten George Washington, des Namensgebers der Stadt Washington, D.C., ablegt. Im Hintergrund rechts ist das Kapitol, Sitz der Legislative der Vereinigten Staaten von Amerika, zu sehen. Im Hintergrund links fährt ein Zug über ein Viadukt vor einer aufgehenden Sonne.
Auf einem Spruchband steht das lateinische Motto:
Iustitia omnibus
(„Gerechtigkeit für alle“)
Die Jahreszahl 1871 verweist auf das Jahr, in dem der District of Columbia durch den District of Columbia Organic Act in seiner gegenwärtigen Form eingerichtet wurde.